# Friday Harbor

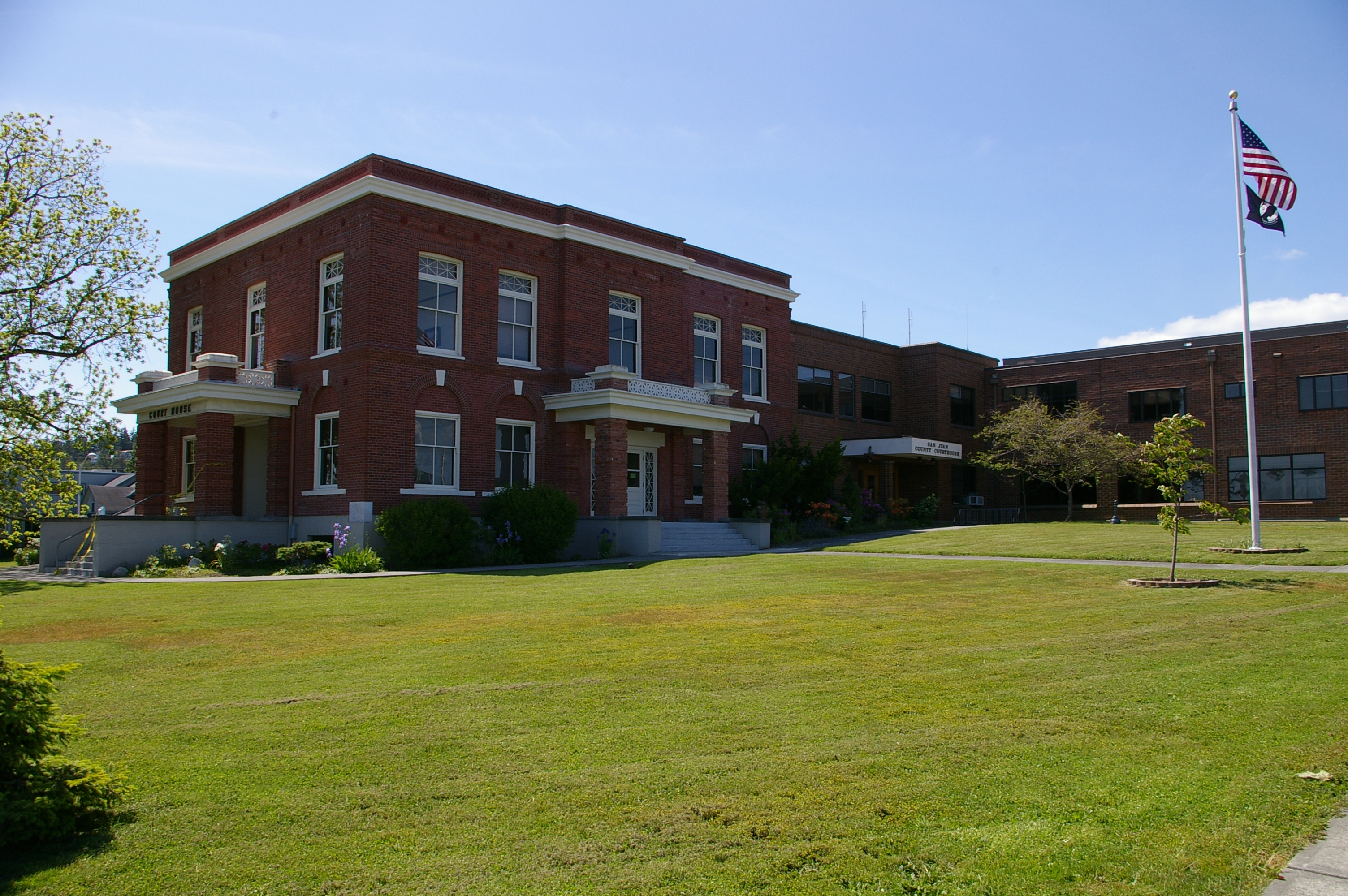
Siedziba władz hrabstwa San Juan we Friday Harbor

Friday Harbor – miasto na wyspie San Juan, główne centrum administracyjno-handlowe wysp San Juan, stolica Hrabstwa San Juan w amerykańskim stanie Waszyngton. Jest to równocześnie jedyne formalnie zorganizowane miasto w całym hrabstwie.

## Geografia
Według United States Census Bureau, miasto Friday Harbor ma powierzchnię 3,7 km², z czego 3,5 km² to ląd, a 0,2 km² to woda. Woda stanowi 4,93% powierzchni miasta. Miasto położone jest nad Zatoką Friday (ang. Friday Harbor). Codzienne połączenie promowe zapewnia łączność ze stałym lądem oraz trzema innymi wyspami.

## Historia
Miasto zostało formalnie utworzone 10 lutego 1909 r.

## Dane demograficzne
W 2000 roku miasto liczyło 1989 mieszkańców. 
Struktura rasowa niewiele odbiega od struktury całej wyspy: 92,01% mieszkańców to biali, 0,65% - czarni, 1,31% - ludność rdzenna.